# Келсі Серва
Келсі Серва (англ. Kelsey Serwa) — канадська фристайлістка, олімпійська чемпіонка та медалістка, чемпіонка світу, дворазова переможниця Х-ігор.
Серва була срібною призеркою зимових Олімпійських ігор 2014 року у скікросі. На Пхьончханській олімпіаді 2018 року вона виграла золоту медаль та звання олімпійської чемпіонки. 